# Verdenscuppen i orientering
Verdenscuppen i orientering er en serie elite-konkurrencer i orientering arrangeret af International Orienteering Federation. Den første officielle Verdenscup-serie blev arrangeret i 1986, efter der både i 1983 og 1984 var blevet arrangeret to uafhængige løbsserier. Fra 1986-2004 blev serien afviklet hvert andet år. Siden 2005 har det været et årligt tilbagevendende begivenhed.

## Liste over værtslande
| År   | Værtslande                                                                       | Noter                                                |
| ---- | -------------------------------------------------------------------------------- | ---------------------------------------------------- |
| 1986 | Norge, Canada, USA, Frankrig, Sverige, Tjekkoslovakiet, Ungarn, Schweiz          | 8 konkurrencer                                       |
| 1988 | Hong Kong, Australien, Storbritannien, Finland, Tjekkoslovakiet, Ungarn, Sverige | 8 konkurrencer                                       |
| 1990 | Polen, Danmark, Norge, Canada, USA, Schweiz, Frankrig, Tyskland                  | 8 konkurrencer                                       |
| 1992 | Sverige, Finland, Rusland, Ungarn, Østrig, Italien, Canada, USA                  | 8 konkurrencer                                       |
| 1994 | New Zealand, Australien, Norge, Danmark, Tyskland, Tjekkiet                      | 9 konkurrencer (6 individuelle, 3 stafetter)         |
| 1996 | Lithuania, Sverige, Norge, Schweiz, Frankrig                                     | 10 konkurrencer (7 individuelle, 3 stafetter)        |
| 1998 | Ireland, Storbritannien, Sverige, Polen, Slovakiet, Estland, Finland             | 13 konkurrencer (10 individuelle, 3 stafetter).      |
| 2000 | Japan, Australien, Ukraine, Finland, Portugal                                    | 12 konkurrencer (9 individuelle, 3 stafetter)        |
| 2002 | Belgien, Schweiz, Norge, Sverige, Ungarn, Tjekkiet                               | 17 konkurrencer (13 individuelle, 4 stafetter).      |
| 2004 | Danmark, Sverige, Tyskland                                                       | 12 konkurrencer (9 individuelle, 3 stafetter)        |
| 2005 | Storbritannien, Japan, Italien                                                   | 12 konkurrencer (9 individuelle, 3 stafetter)        |
| 2006 | Estland, Danmark, Frankrig                                                       | 12 konkurrencer (9 individuelle, 3 stafetter)        |
| 2007 | Finland, Norge, Sverige, Ukraine, Schweiz                                        | 10 konkurrencer (alle individuelle)                  |
| 2008 | Letland, Norge, Tjekkiet, Sverige, Schweiz                                       | 13 konkurrencer (alle individuelle)                  |
| 2009 | Finland, Norge, Ungarn, Schweiz                                                  | 9 konkurrencer (alle individuelle)                   |
| 2010 | Bulgarien, Finland, Sverige, Norge, Frankrig, Schweiz                            | 12 konkurrencer (alle individuelle)                  |
| 2011 | Tjekkiet, Finland, Frankrig, Norge, Sverige, Schweiz                             | 10 konkurrencer (alle individuelle)                  |
| 2012 | Sverige, Schweiz, Norge, Finland                                                 | 13 konkurrencer (alle individuelle)                  |
| 2013 | New Zealand, Norge, Sverige, Finland, Schweiz                                    | 13 konkurrencer (alle individuelle)                  |
| 2014 | Tyrkiet, Spanien, Portugal, Sverige, Norge, Finland, Italien, Schweiz            | 14 konkurrencer (alle individuelle)                  |
| 2015 | Australien, Norge, Sverige, Skotland, Schweiz                                    | 14 konkurrencer (11 individuelle, 3 sprintstafetter) |
| 2016 | Tjekkiet, Polen, Sverige, Schweiz                                                | 14 konkurrencer (10 individuelle, 4 sprintstafetter) |
| 2017 | Finland, Estland, Letland, Switzerland                                           | 15 konkurrencer (10 individuelle, 5 stafetter)       |
| 2018 | Schweiz, Letland, Norge, Tjekkiet                                                | 20 konkurrencer (11 individuelle, 9 stafetter)       |
| 2019 | Finland, Norge, Switzerland, Kina                                                | 13 konkurrencer (9 individuelle, 4 stafetter)        |
| 2020 | Schweitz, Estland, Italien(Konkurrencer aflyst)                                  | 9 konkurrencer (7 individuelle, 2 stafetter)         |
| 2021 | Schweiz, Sverige, Italien                                                        | 9 konkurrencer (6 individuelle, 3 stafetter)         |

## Pointsystem
Verdenscuppen afgøres gennem et pointsystem, der giver de 40 bedste løbere i hvert enkelt stævne i henholdsvis dame- og herreklassen point efter nedenstående tabel. Vinderen af et stævne får 100 point.
| Rang  | 1   | 2  | 3  | 4  | 5  | 6  | 7  | 8  | 9  | 10 | 11 | 12 | 13 | 14 | 15 | 16 | 17 | 18 | 19 | 20 | 21 | 22 | 23 | 24 | 25 | 26 | 27 | 28 | 29 | 30 | 31 | 32 | 33 | 34 | 35 | 36 | 37 | 38 | 39 | 40 |
| ----- | --- | -- | -- | -- | -- | -- | -- | -- | -- | -- | -- | -- | -- | -- | -- | -- | -- | -- | -- | -- | -- | -- | -- | -- | -- | -- | -- | -- | -- | -- | -- | -- | -- | -- | -- | -- | -- | -- | -- | -- |
| Point | 100 | 80 | 60 | 50 | 45 | 40 | 37 | 35 | 33 | 31 | 30 | 29 | 28 | 27 | 26 | 25 | 24 | 23 | 22 | 21 | 20 | 19 | 18 | 17 | 16 | 15 | 14 | 13 | 12 | 11 | 10 | 9  | 8  | 7  | 6  | 5  | 4  | 3  | 2  | 1  |

## Resultater

### Damer
| År   | 1. plads                | 2. plads           | 3. plads                   | Noter  |
| ---- | ----------------------- | ------------------ | -------------------------- | ------ |
| 1986 | Ellen Sofie Olsvik      | Jorunn Teigen      | Karin Rabe                 | [ 1 ]  |
| 1988 | Ragnhild Bratberg       | Brit Volden        | Jana Galikova              | [ 2 ]  |
| 1990 | Ragnhild Bente Andersen | Ragnhild Bratberg  | Katarina Borg              | [ 3 ]  |
| 1992 | Marita Skogum           | Jana Cieslarova    | Yvette Hague               | [ 4 ]  |
| 1994 | Marlena Jansson         | Yvette Hague       | Hanne Staff                | [ 5 ]  |
| 1996 | Gunilla Svärd           | Marlena Jansson    | Hanne Staff                | [ 6 ]  |
| 1998 | Hanne Staff             | Johanna Asklöf     | Katarina Borg              | [ 7 ]  |
| 2000 | Hanne Staff (2)         | Simone Luder       | Heather Monro              | [ 8 ]  |
| 2002 | Simone Luder            | Vroni König-Salmi  | Hanne Staff                | [ 9 ]  |
| 2004 | Simone Niggli-Luder (2) | Tatiana Ryabkina   | Karolina Arewång-Höjsgaard | [ 10 ] |
| 2005 | Simone Niggli-Luder (3) | Vroni König-Salmi  | Anne Margrethe Hausken     | [ 11 ] |
| 2006 | Simone Niggli-Luder (4) | Marianne Andersen  | Minna Kauppi               | [ 12 ] |
| 2007 | Simone Niggli-Luder (5) | Heli Jukkola       | Minna Kauppi               |        |
| 2008 | Anne Margrethe Hausken  | Minna Kauppi       | Helena Jansson             |        |
| 2009 | Simone Niggli-Luder (6) | Marianne Andersen  | Helena Jansson             |        |
| 2010 | Simone Niggli-Luder (7) | Helena Jansson     | Maja Alm                   |        |
| 2011 | Helena Jansson          | Minna Kauppi       | Lena Eliasson              |        |
| 2012 | Simone Niggli-Luder (8) | Minna Kauppi       | Tatiana Ryabkina           |        |
| 2013 | Simone Niggli-Luder (9) | Tove Alexandersson | Annika Billstam            |        |
| 2014 | Tove Alexandersson      | Judith Wyder       | Maja Alm                   |        |
| 2015 | Tove Alexandersson (2)  | Sara Lüscher       | Nadiya Volynska            |        |
| 2016 | Tove Alexandersson (3)  | Judith Wyder       | Maja Alm                   |        |
| 2017 | Tove Alexandersson (4)  | Natalia Gemperle   | Sabine Hauswirth           |        |
| 2018 | Tove Alexandersson (5)  | Karolin Ohlsson    | Natalia Gemperle           |        |
| 2019 | Tove Alexandersson (6)  | Simona Aebersold   | Natalia Gemperle           |        |

### Herre
| År   | 1. plads              | 2. plads          | 3. plads              | Noter  |
| ---- | --------------------- | ----------------- | --------------------- | ------ |
| 1986 | Kent Olsson           | Øyvin Thon        | Michael Wehlin        | [ 1 ]  |
| 1988 | Øyvin Thon            | Jörgen Mårtensson | Håvard Tveite         | [ 2 ]  |
| 1990 | Håvard Tveite         | Niklas Löwegren   | Jörgen Mårtensson     | [ 3 ]  |
| 1992 | Joakim Ingelsson      | Martin Johansson  | Petter Thoresen       | [ 4 ]  |
| 1994 | Petter Thoresen       | Janne Salmi       | Mika Kuisma           | [ 5 ]  |
| 1996 | Johan Ivarsson        | Jörgen Mårtensson | Timo Karppinen        | [ 6 ]  |
| 1998 | Chris Terkelsen       | Johan Ivarsson    | Bjørnar Valstad       | [ 7 ]  |
| 2000 | Jani Lakanen          | Tore Sandvik      | Allan Mogensen        | [ 8 ]  |
| 2002 | Bjørnar Valstad       | Michael Mamleev   | Mats Haldin           | [ 9 ]  |
| 2004 | Holger Hott Johansen  | Andrey Khramov    | Øystein Kvaal Østerbø | [ 10 ] |
| 2005 | Andrey Khramov        | Thierry Gueorgiou | Daniel Hubmann        | [ 11 ] |
| 2006 | Thierry Gueorgiou     | Daniel Hubmann    | Valentin Novikov      | [ 12 ] |
| 2007 | Thierry Gueorgiou (2) | Anders Nordberg   | Daniel Hubmann        |        |
| 2008 | Daniel Hubmann        | Thierry Gueorgiou | Matthias Merz         |        |
| 2009 | Daniel Hubmann (2)    | Thierry Gueorgiou | Peter Öberg           |        |
| 2010 | Daniel Hubmann (3)    | Matthias Müller   | Thierry Gueorgiou     |        |
| 2011 | Daniel Hubmann (4)    | Thierry Gueorgiou | Matthias Merz         |        |
| 2012 | Matthias Kyburz       | Olav Lundanes     | Matthias Merz         |        |
| 2013 | Matthias Kyburz (2)   | Daniel Hubmann    | Fabian Hertner        |        |
| 2014 | Daniel Hubmann (5)    | Fabian Hertner    | Matthias Kyburz       |        |
| 2015 | Daniel Hubmann (6)    | Matthias Kyburz   | Olav Lundanes         |        |
| 2016 | Matthias Kyburz (3)   | Daniel Hubmann    | Olav Lundanes         |        |
| 2017 | Matthias Kyburz (4)   | Olav Lundanes     | Daniel Hubmann        |        |
| 2018 | Matthias Kyburz (5)   | Daniel Hubmann    | Olav Lundanes         |        |
| 2019 | Gustav Bergman        | Joey Hadorn       | Daniel Hubmann        |        |